# Pristaulacus mourguesi
Pristaulacus mourguesi är en stekelart som beskrevs av Maneval 1935. Pristaulacus mourguesi ingår i släktet Pristaulacus och familjen vedlarvsteklar. Inga underarter finns listade i Catalogue of Life.